# Hagley
Hagley – wieś w Anglii, w hrabstwie Worcestershire, w dystrykcie Bromsgrove. Leży 28 km na północ od miasta Worcester i 171 km na północny zachód od Londynu. W 2001 gmina (civil parish) Hagley liczyła 4283 mieszkańców.